# Het doolhof van de dood
Het doolhof van de dood is een stripalbum uit 1983 en het elfde deel uit de stripreeks Storm, getekend door Don Lawrence naar een scenario van Martin Lodewijk. Het is het tweede deel van de subreeks De kronieken van Pandarve.

## Verhaallijn
Storm en Nomad trekken naar Mardukan om Roodhaar uit de handen van Marduk te bevrijden. Roodhaar is er echter zelf al in geslaagd om te ontsnappen en moet nu op haar beurt Storm zien te bevrijden die gevangengenomen werd tijdens zijn poging om Roodhaar te bevrijden. Marduk vertelt dat Storm door zijn tijdreizen de sleutel tot het multiversum bevat en dat hij die wenst te gebruiken. Roodhaar weet op tijd Storm te bevrijden en onder lijdzaam toezien van Marduk ontsnappen ze via het doolhof van de dood.